# Andell Cumberbatch
Andell Cumberbatch (East Orange, Nueva Jersey, 23 de mayo de 1993) es un baloncestista estadounidense que pertenece a la plantilla del Basic-Fit Brussels de la Pro Basketball League belga. Con 1,98 metros de estatura, juega en la posición de escolta. 

## Trayectoria deportiva

### Universidad
Jugó sus dos primeros años en el Barton Community College en Kansas, promediando en el segundo de ellos 14,2 puntos y 8,2 rebotes por partido, siendo el jugador más mejorado de su equipo. Fue transferido en 2013 a los Bonnies de la Universidad St. Bonaventure, donde jugó dos temporadas más, en las que promedió 9,1 puntos, 4,5 rebotes, 1,7 asistencias y 1,1 robos de balón por partido.

### Profesional
Tras no ser elegido en el Draft de la NBA de 2015, firmó su primer contrato profesional con el JBC MMCITE Brno de la Národní Basketbalová Liga checa, donde disputó 10 partidos, en los que promedió 16,0 puntos y 5,2 rebotes. El 8 de diciembre de 2015 firmó contrato hasta final de temporada con el ETHA Engomis de la liga chipriota, Acabó la misma promediando 16,3 puntos y 7,1 rebotes por partido.
El 14 de septiembre de 2016 firmó contrato con el Redwell Gunners Oberwart de la Österreichische Basketball Bundesliga, la primera división austriaca, donde completó una temporada como titular promediando 15,3 puntos y 6,5 rebotes por partido, disputando además la Copa Europea de la FIBA.
Al año siguiente, en julio de 2017, se marchó a jugar a Israel, fichando por el Hapoel Be'er Sheva B.C., de la National League, la segunda división del país. Allí completó una temporada en la que promedió 17,6 puntos y 8,0 rebotes por partido.
En agosto de 2018 fichó por una temporada por el JA Vichy-Clermont de la Pro B, la segunda división del baloncesto francés.